# Фельденцький лев
Фельденцький лев — геральдична тварина в геральдиці.
Як негеральдична фігура, геральдичний лев має у гербі постійний вигляд.
Опис: у сріблі синій висхідний (геральдично праворуч) червоноязикий червоноозброєний лев (і у золотій короні).
Як представник графства Фельденц, цей лев знайшов своє місце на багатьох гербах регіону. Для Пфальца цей лев і Пфальцький лев є домінуючими.

## Історія
У 1444 році, після смерті Фрідріха III Фельденцького, графство Фельденц перейшло до графів Пфальц-Цвайбрюккен. Вони перейняли титул графів Фельденцьких разом з графством Фельденцьким і близько 1720 року використовували фельденцького лева, коронованого на білому полі, в центральному щиті герба Пфальц-Цвайбрюккен.
У 1799 році посада курфюрста Пфальц-Баварії перейшов до Пфальц-Цвайбрюкенського кронпринца Максиміліана. У 1835 році коронований фельденцький лев був доданий до четвертого поля державного герба Баварського королівства його сином королем Людвігом I. Лев залишався в цьому гербі до кінця Першої світової війни і зречення короля Людвіга III на хвилі Листопадової революції.
Пфальцграфи гілки Фельденца мали герб Пфальц-Баварії в розділеному щиті в перламутровому колі, Руперт (1514—1544) показав над ним літеру R, Георг Йоганн (1544—1592) — літеру G. щит для Пфальцу та Баварії був у серцевому щиті з гербом із фельденцьким левом, над яким перепліталися літери GHP для Георга, герцога та графа Пфальца.
На гербах місцевих органів влади колишнього графства Фельденц часто зображується фельденцький лев. На гербі місцевої громади Фельденца ви можете знайти ромби Віттельсбаха поруч із синім левом.

## Галерея

Фельденц (графство)
Фельденц
Пфальц-Фельденц
Пфальц-Цвайбрюкен
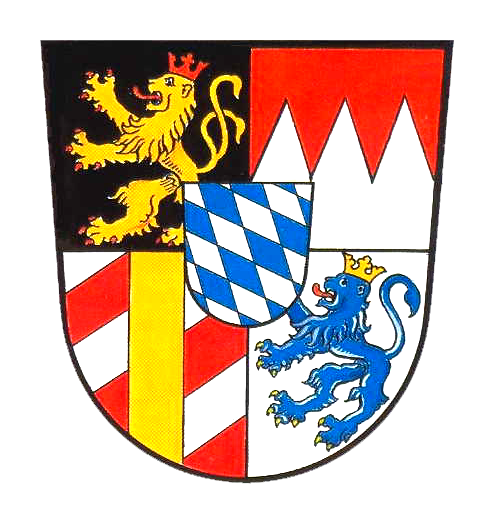
Баварське королівство
Біркенфельд (район)
Кузель (район)
Альтенглан
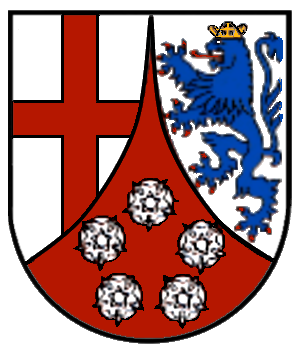
Балтерсвайлер
Муніципалітет Баумхолдер
Берглангенбах
Бершвайлер-бай-Баумгольдер
Браунеберг
Брайтенгайм
Бурген (Бернкастель-Віттліх)
Кальбах (Рейнланд-Пфальц)
Екерсвейлер
Форен-Лінден
Ганвайлер
Лаутереккен
Ляйцвайлер
Майзенгайм
Меттвайлер
Мюльгайм-ан-дер-Мозель
Рорбах (Біркенфельд)
Рюквайлер
Рушберг
Талліхтенберг
Ульмет
Вельхвайлер